# Scolopsis xenochrous
Scolopsis xenochrous là một loài cá biển thuộc chi Scolopsis trong họ Cá lượng. Loài cá này được mô tả lần đầu tiên vào năm 1872.

## Từ nguyên
Từ định danh xenochrous được ghép bởi hai âm tiết trong tiếng Hy Lạp cổ đại: xénos (ξένος; "xa lạ") và khrôma (χρῶμα; "màu da"), không rõ hàm ý, có thể là đề cập đến dải bạc ánh trên thân của loài cá này.

## Phân bố và môi trường sống
Từ Maldives và Sri Lanka, S. xenochrous có phân bố trải dài về phía đông đến quần đảo Solomon, ngược lên phía bắc đến quần đảo Ryukyu (Nhật Bản), giới hạn phía nam đến Úc. S. xenochrous cũng được ghi nhận ở vùng biển Việt Nam.
S. xenochrous sinh sống trên nền đáy đá vụn có rong biển của rạn san hô, ám tiêu và đầm phá, độ sâu đến ít nhất là 50 m.

## Mô tả
Chiều dài cơ thể lớn nhất được ghi nhận ở S. xenochrous là 22 cm. Loài này có màu nâu xám ở phần thân trên, trắng bạc ở phần thân dưới. Mõm màu xám sẫm. Sọc xanh lam óng từ sau mắt kéo dài dọc theo gốc vây lưng. Một vạch chéo màu xanh ngọc viền nâu phía trên gốc vây ngực. Có vài sọc đốm nâu xám nằm chéo ở hai bên thân. Một vệt trắng phớt vàng nằm dài dưới đường bên ở nửa thân sau. Vệt đen trên nắp mang. Các vây ánh màu xanh lam.
Số gai vây lưng: 10; Số tia vây lưng: 9; Số gai vây hậu môn: 3; Số tia vây hậu môn: 7; Số tia vây ngực: 15; Số gai vây bụng: 1; Số tia vây bụng: 5.

## Sử dụng
Mặc dù xuất hiện ở các chợ cá địa phương, nhưng không có ngành khai thác nào tập trung cho S. xenochrous.